# بيروكشير
بيروكشير (بالإنجليزية: Berwickshire)‏ هي مقاطعة تاريخية تقع على الحدود البريطانية الاسكتلندية. يؤخذ اسمها من مقطع بيرويك-أوبون-تويد. كانت جزءاً من اسكتلندا في وقت تشكيل المقاطعة، لكنها أصبحت جزءا من إنجلترا في عام 1482.
كانت المقاطعة قديماً تسمى في كثير من الأحيان «ميرس»، من اللغة الإنجليزية القديمة mǣres وتعني «الحدود». من 1596 إلى 1890 كانت مدينة من ضمن مقاطعة غرينلاو. ولكن تم تغييرها إلى دونز من قبل الحكومة المحلية في اسكتلندا من القانون الذي صدر عام 1889، وهو القانون الذي أنشأ نظام مجالس المقاطعات في اسكتلندا.
حدود المقاطعة من الغرب روكسورغشاير وسيلكيركشاير، ومن الشمال لوثيان الشرقية وميدلوثيان، ومن الشرق بحر الشمال وجزء من الحدود الأنجلو الاسكتلندية مع ومن الجنوب نورثمبرلاند
حدث على الأرض عدة حروب من ضمن الصراعات حدود الإنجلو اسكتلندية لأنها تقع على الحدود مع إنجلترا، مثل: الغزو الإنجليزي لأسكتلندا 1400

## علم المقاطعة
من مجلس مقاطعة بيرويكشير تم تشكيل مجلس مقاطعة بيرويكشير في عام 1890 من قبل الحكومة المحلية (اسكتلندا) وفق قانون 1889، وتقدم بطلب للحصول على علم في نفس العام. تم منح العلم، من قبل اللورد ليون ملك الشعار والأعلام في 10 أكتوبر. ويظهر شعار النبالة (دبلا) متسلسلا إلى شجرة الدردار الويشي، وهو اسم على اسم المقاطعة: الدب + ويتش = بيرويك
بعد إلغاء مجلس مقاطعة بيرويكشاير، كان العلم قد نفل إلى مجلس مقاطعة بيرويكشاير. وعندها ألغي مجلس المقاطعة علم المقاطعة وتمت إضافة إلى العلم تاج. ويظهر شعار العلم على شارة مدرسة بيرويكشير الثانوية.

## شخصيات من المنطقة
- روبرت فورتون، عالم نبات، ولد تاريخ 16 سبتمبر 1812 وتوفي في 13 أبريل 1880
- جون بروادوود، ولد في 6 أكتوبر 1732 وتوفي 17 يوليو 1812 مؤسس البيانو وهو مؤسس موسيقى بروادوود وأولاده.

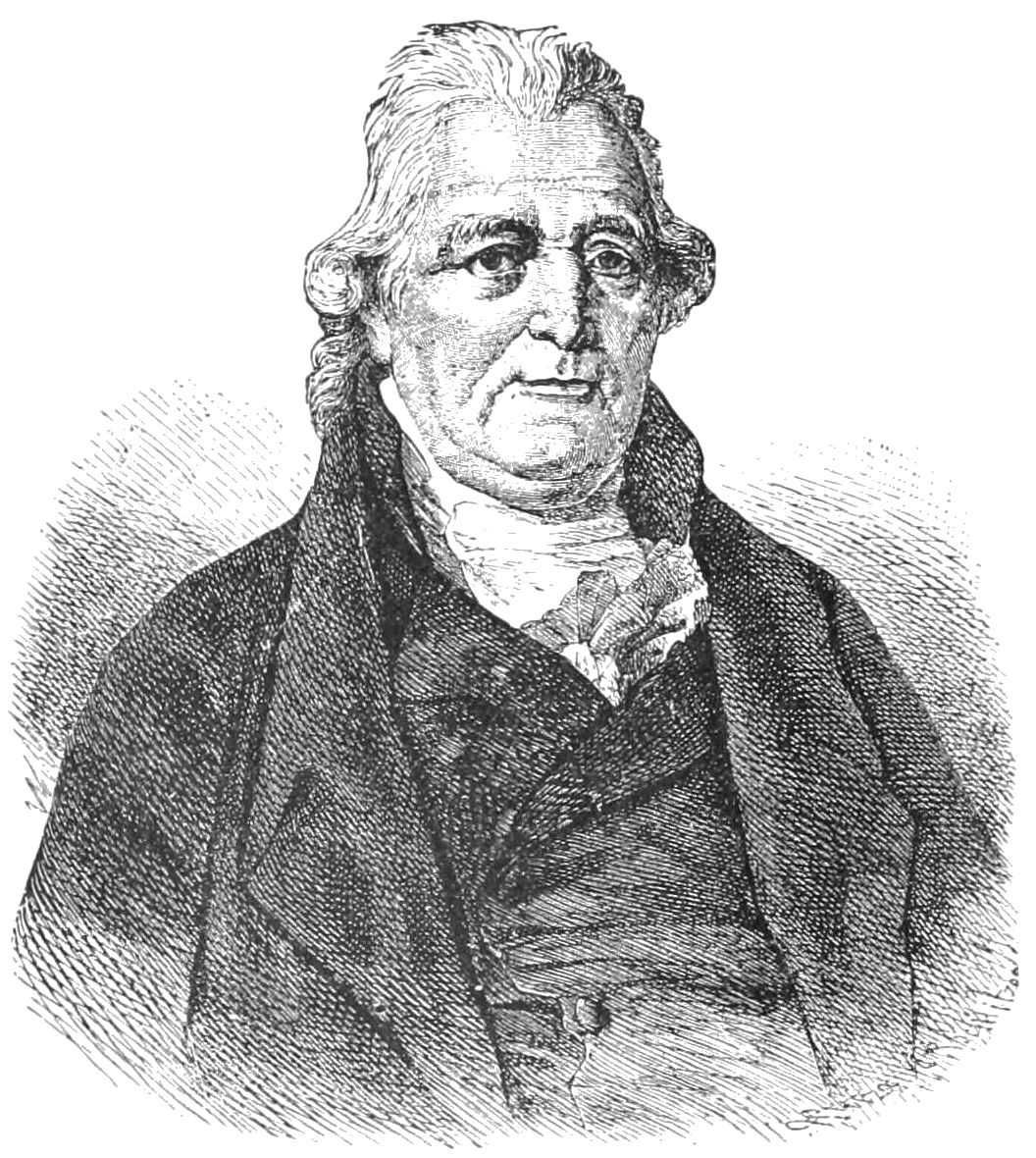
جون بروادوود

- هنري هوم، لورد كيمس، كاتب وفيلسوف ومحامي، ولد سنة 1696 وتوفي في 27 ديسمبر 1782

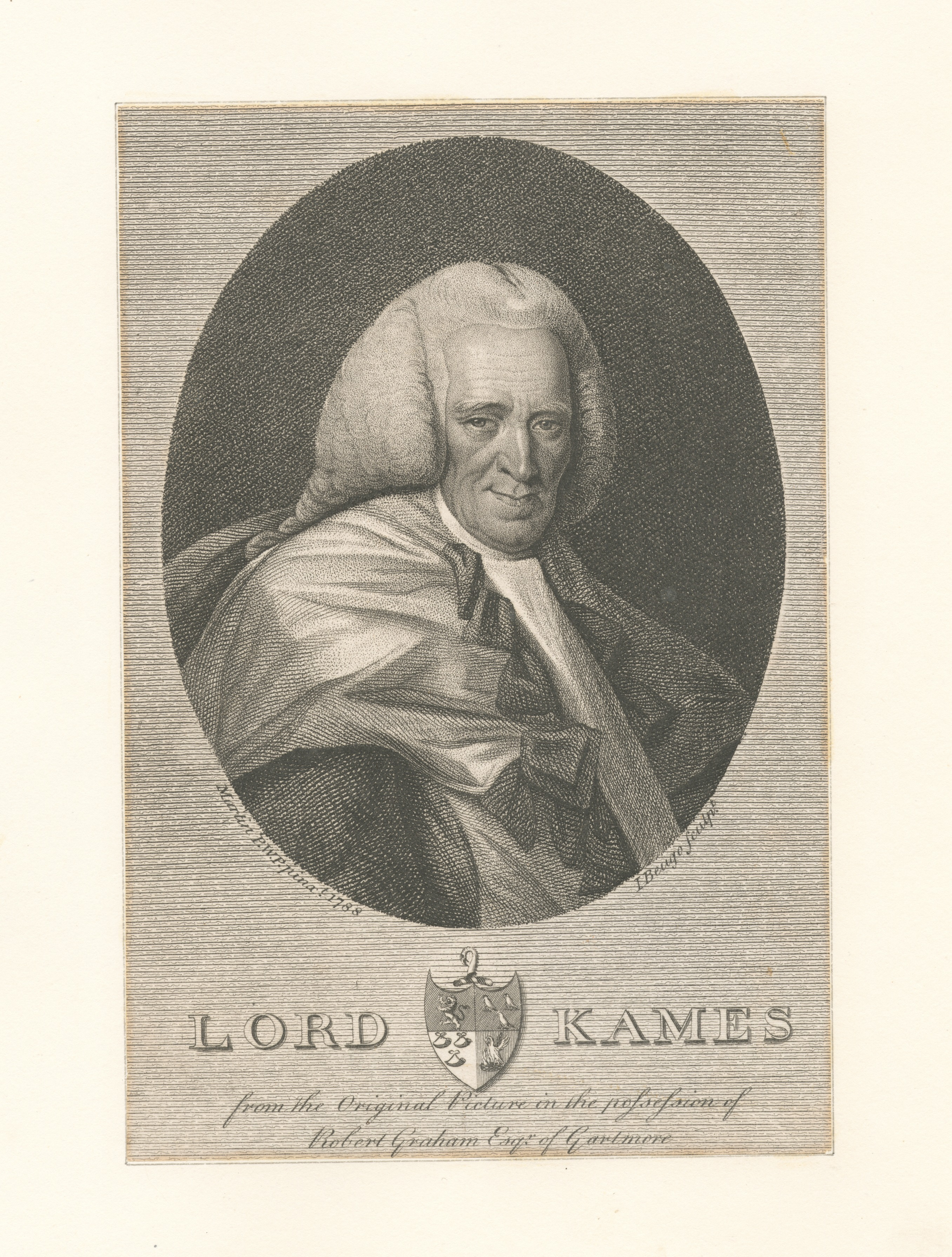
هنري هوم، لورد كيمس

## مناطق المقاطعة
- آبي باثانز
- آيتون
- بونكل
- كوكبورنسباث
- كولدينغام
- شيرنسايد
- كولدستريم
- كرانسشوز
- شانلكيرك
- دنز
- آيماوث
- آيدروم
- إيكلس
- آيرلستون
- فولدن
- آيرلستون
- فولدن
- فوجو
- غرينلو
- غوردون
- هتن
- هيوم
- لونغفورماكوس
- غافينتون
- لاديكيرك
- لودر
- لينغر ورد
- موردينغتون
- ميرتون
- نين ثورن

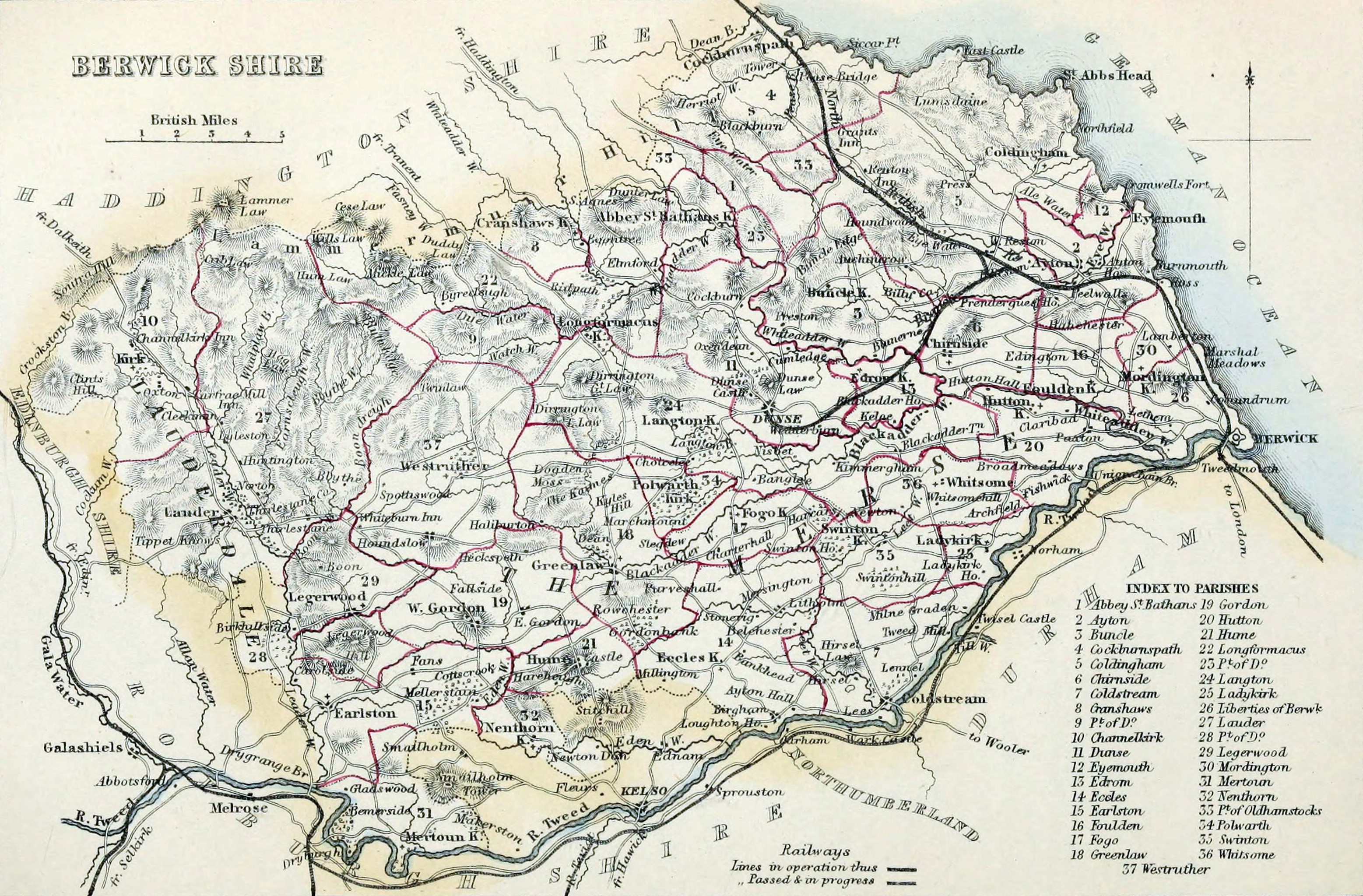
خريطة بيرويكشير من معجم الإمبراطوري لاسكتلندا (أبرشية مدنية)، في المجلد الأول من قبل القس جون ماريوس ويلسون. مقاطعة بيرويكشير من ضمن الحدود المبينة باللون الأحمر

- أولدهامستوكس، منذ عام 1891 وهي من لوثيان الشرقية
- بولوارث
- سوينتون
- وايتسام
- ويستراثر

## معرض الصور

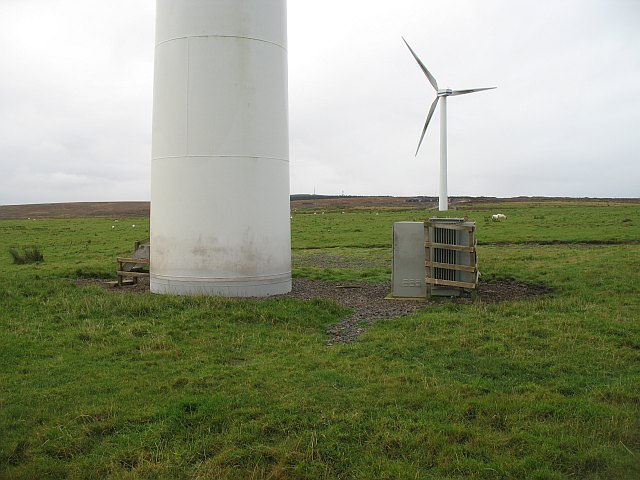
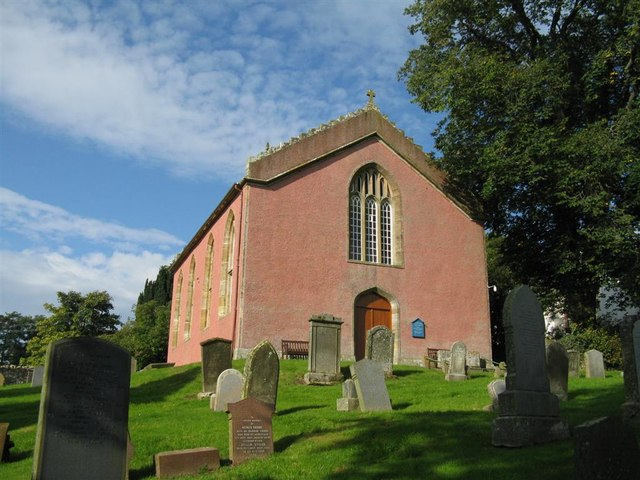
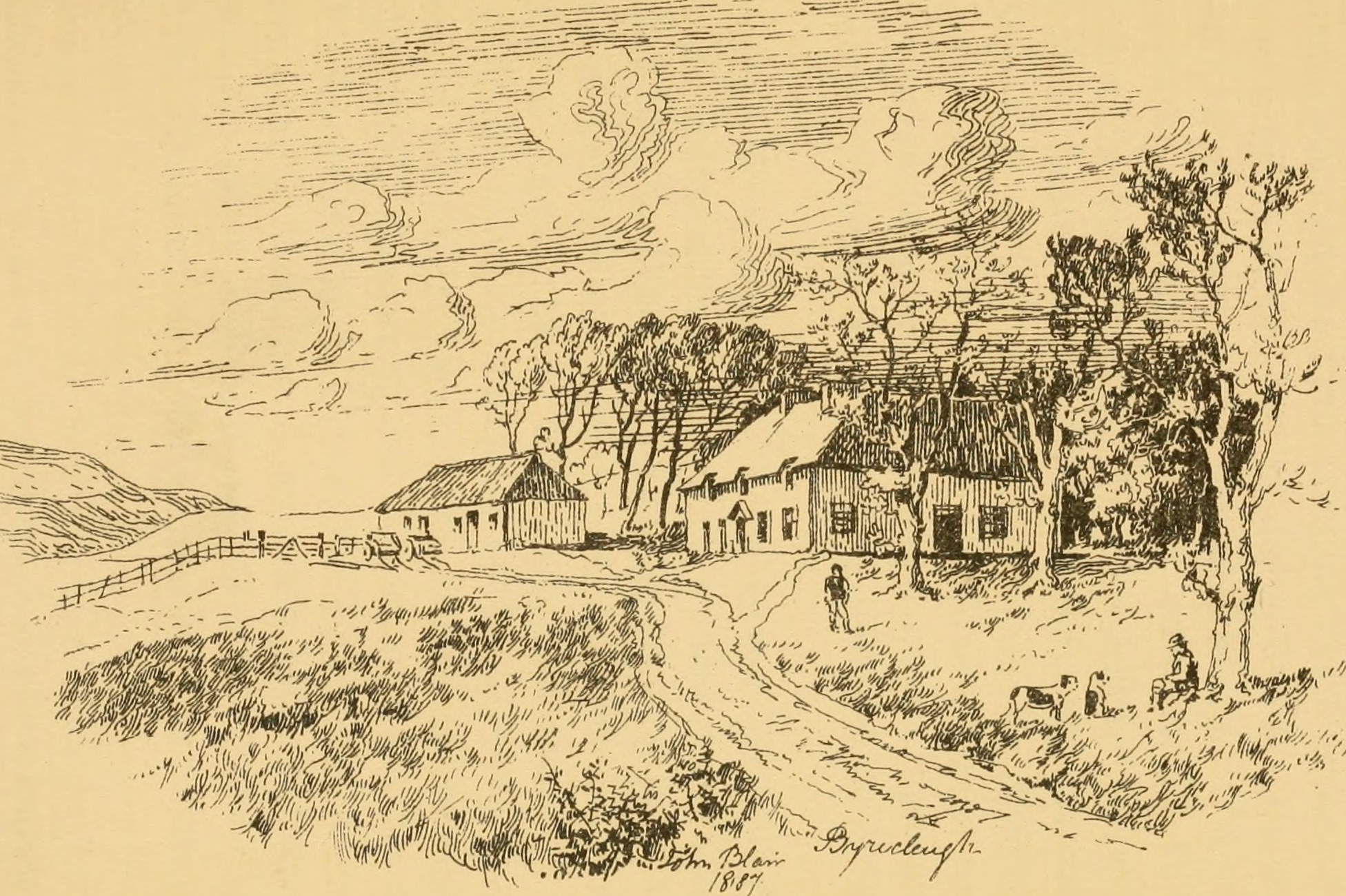
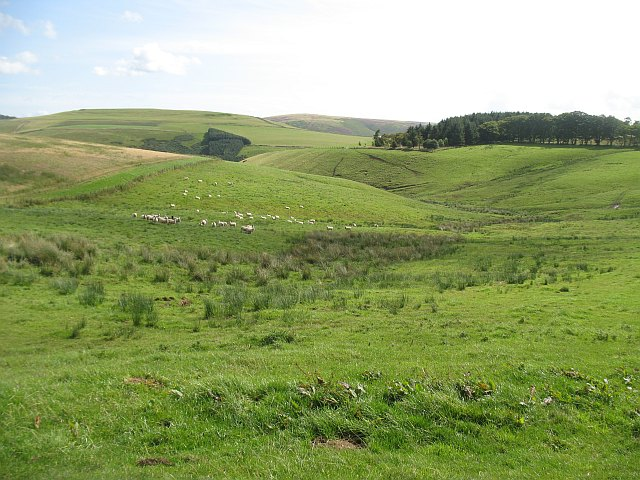
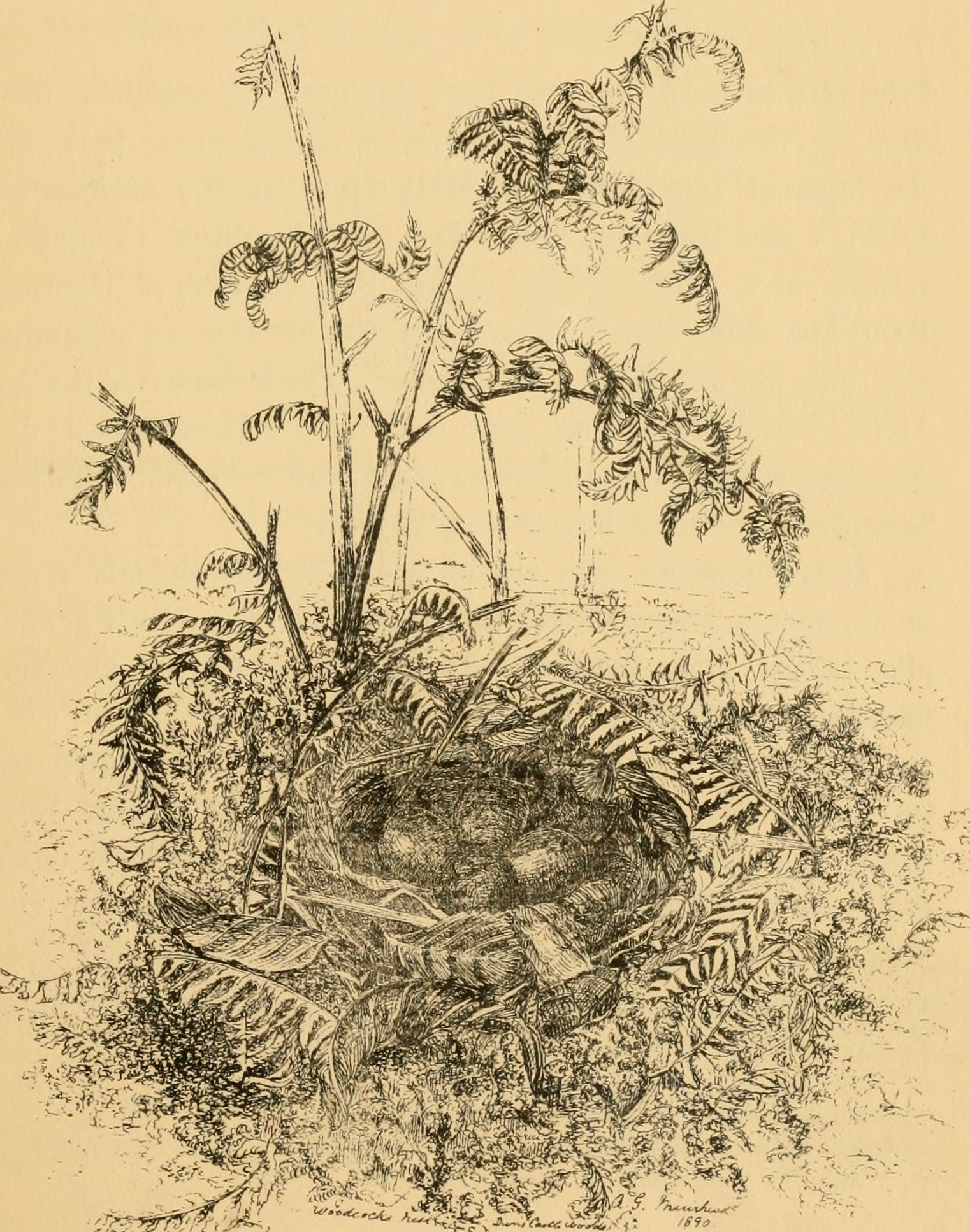
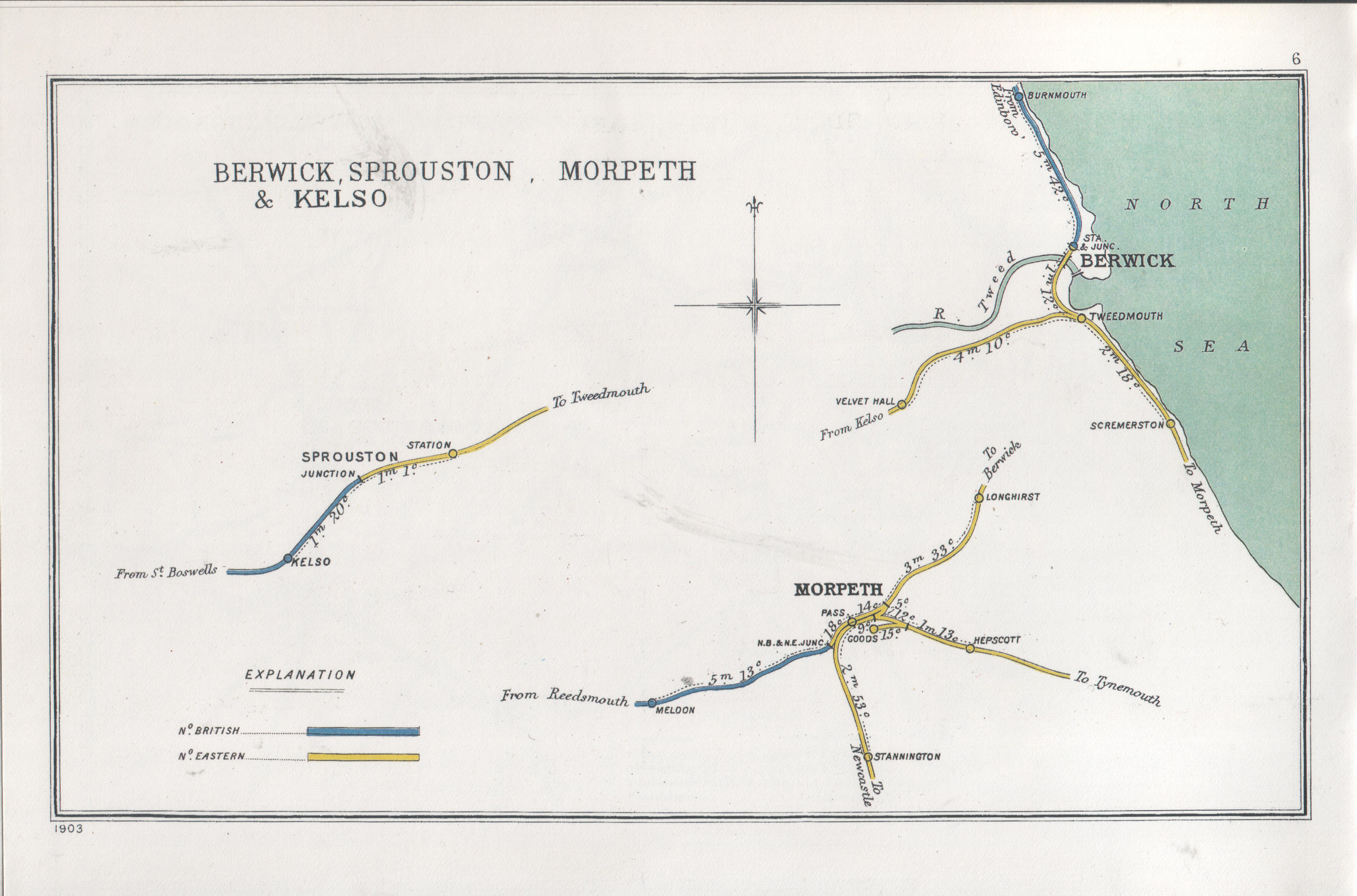
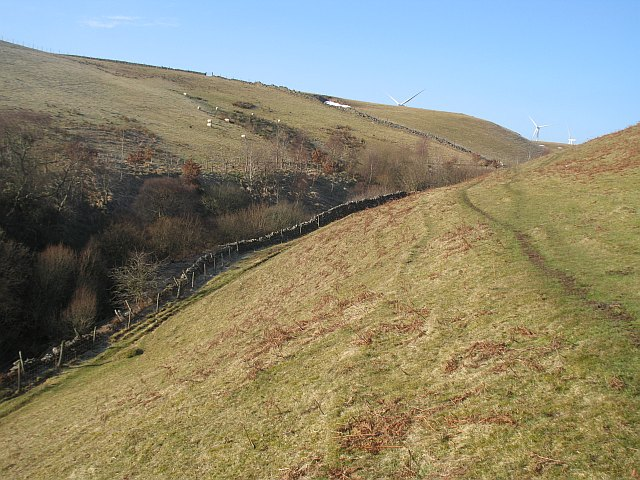
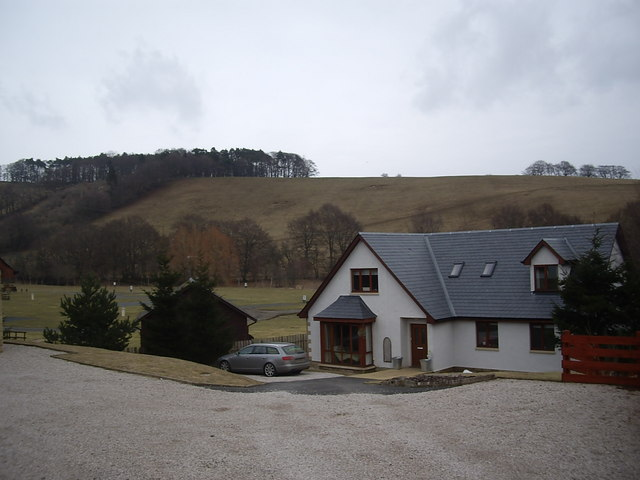
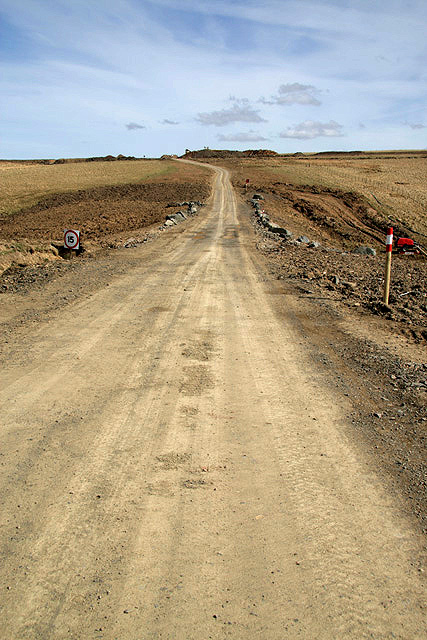
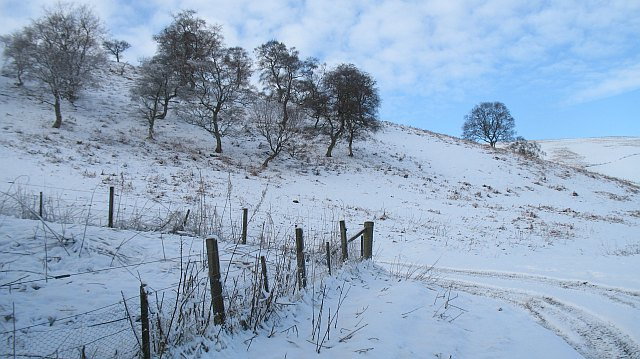
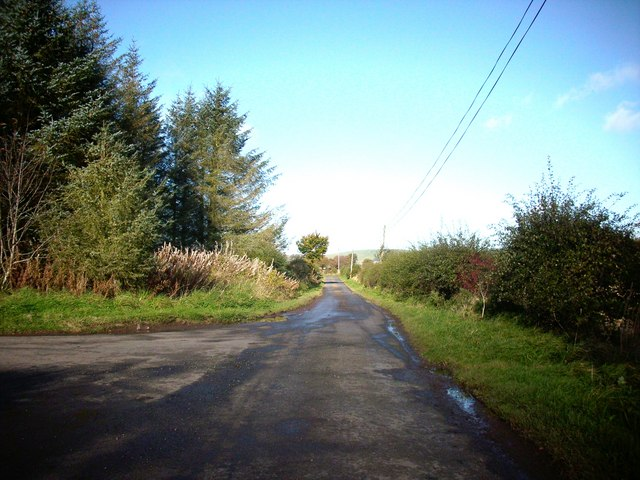